# راؤول بيك
راؤول بيك (بالفرنسية: Raoul Peck)‏ هو ناشط حقوق الإنسان ومنتج أفلام وصحفي وكاتب سيناريو ومخرج هايتي، ولد في 9 سبتمبر 1953 في بورت أو برانس في هايتي.

## وصلات خارجية
- راؤول بيك على موقع IMDb (الإنجليزية)
- راؤول بيك على موقع مونزينجر (الألمانية)
- راؤول بيك على موقع ألو سيني (الفرنسية)
- راؤول بيك على موقع أول موفي (الإنجليزية)
- راؤول بيك على موقع قاعدة بيانات الأفلام السويدية (السويدية)
- راؤول بيك على موقع قاعدة بيانات الفيلم (الإنجليزية)
- راؤول بيك على موقع كينوبويسك (الروسية)